# 広島県道229号神杉停車場線
広島県道229号神杉停車場線（ひろしまけんどう229ごう かみすぎていしゃじょうせん）は、広島県三次市を通る一般県道である。

## 概要
JR西日本芸備線 神杉駅から国道184号交点を結ぶ。

### 路線データ
- 起点：広島県三次市高杉町（JR西日本芸備線 神杉駅前）
- 終点：広島県三次市江田川之内町（国道184号交点）
- 総延長：323 m
- 実延長：322.5 m[1]

## 路線状況

### 交通量
道路交通センサス
| 平成17年（2005年）度 | 平成22年（2010年）度 | 平成27年（2015年）度 | 令和3年（2021年）度 |
| -------------------- | -------------------- | -------------------- | ------------------- |
| 1,309                | 1,196                | 1,277                | 1,218               |

## 地理

### 通過する自治体
- 広島県
  - 三次市

### 交差する道路
| 交差する道路 | 交差する場所 | 交差する場所 |
| ------------ | ------------ | ------------ |
| 国道184号    | 江田川之内町 | 終点         |

### 沿線
- JR西日本芸備線 神杉駅